# Le Club des policiers yiddish
Le Club des policiers yiddish (titre original : The Yiddish Policemen's Union) est un roman uchronique de science-fiction de l'écrivain américain Michael Chabon paru en 2007 puis traduit en français et publié en 2009. Il a obtenu le prix Hugo du meilleur roman 2008 ainsi que le prix Locus du meilleur roman de science-fiction 2008, le prix Nebula du meilleur roman 2007 et enfin le prix Sidewise 2007.

## Résumé
L'auteur imagine que le projet Ickes pour l'Alaska (1939) a pu être réalisé.
Au début du XXIe siècle, dans une Amérique ayant accueilli en Alaska de nombreux Juifs européens durant la Seconde Guerre mondiale, Meyer Landsman, éminent policier en pleine dépression post-divorce vivant dans un hôtel minable de la ville juive de Sitka, découvre un matin dans ce même hôtel un Juif mort, un jeu d'échecs posé à côté de lui avec une partie en cours. Meyer va se plonger corps et âme dans l'enquête visant à trouver le meurtrier de ce joueur d'échecs, essayant de s'y accrocher pour réussir à sortir de son état dépressif.

## Éditions
- The Yiddish Policemen's Union, HarperCollins, 1er mai 2007, 414 p.  (ISBN 978-0-00-714982-7)
- Le Club des policiers yiddish, 8 janvier 2009, Robert Laffont, coll. « Pavillons », trad. Isabelle D. Philippe, 486 p.  (ISBN 978-2-221-10879-6)
- Le Club des policiers yiddish, 6 mai 2010, 10/18, coll. « Domaine étranger » no 4363, trad. Isabelle D. Philippe, 541 p.  (ISBN 978-2-264-05044-1)